# Hans Robert Jauss
Hans Robert Jauss, född 12 december 1921 i Göppingen, död 1 mars 1997 Konstanz, var en tysk romanist och litteraturvetare. Han tillhörde Konstanzskolan. Jauss var professor vid Münsters universitet och senare vid Konstanz universitet. Han var särskilt influerad av Hans-Georg Gadamers hermeneutik.

## Biografi
Hans Robert Jauss föddes i Pforzheim år 1921. År 1952 avlade han doktorsexamen med avhandlingen «A la recherche du temps perdu». Eine Untersuchung zur Struktur des modernen Romans. Tillsammans med Wolfgang Iser, Anselm Haverkamp och Wolfgang Preisendanz utvecklade Jauss Konstanzskolans receptionsteori; denna teori har fokus på betraktaren, publiken eller åskådaren, istället för på konstnären.